# أوسكار ليندبرغ
أوسكار ليندبرغ (بالسويدية: Oskar Lindberg)‏ هو عازف الأرغن وملحن سويدي، ولد في 23 فبراير 1887 في Gagnef parish ‏ في السويد، وتوفي في 10 أبريل 1955 في Engelbrekt Parish ‏ في السويد.

## وصلات خارجية
- أوسكار ليندبرغ على موقع IMDb (الإنجليزية)
- أوسكار ليندبرغ على موقع ميوزك برينز (الإنجليزية)
- أوسكار ليندبرغ على موقع ديسكوغز (الإنجليزية)